# Bìm tán
Bìm tán (danh pháp khoa học: Merremia umbellata) là một loài thực vật có hoa trong họ Bìm bìm. Loài này được (L.) Hallier f. miêu tả khoa học đầu tiên năm 1893.

## Hình ảnh

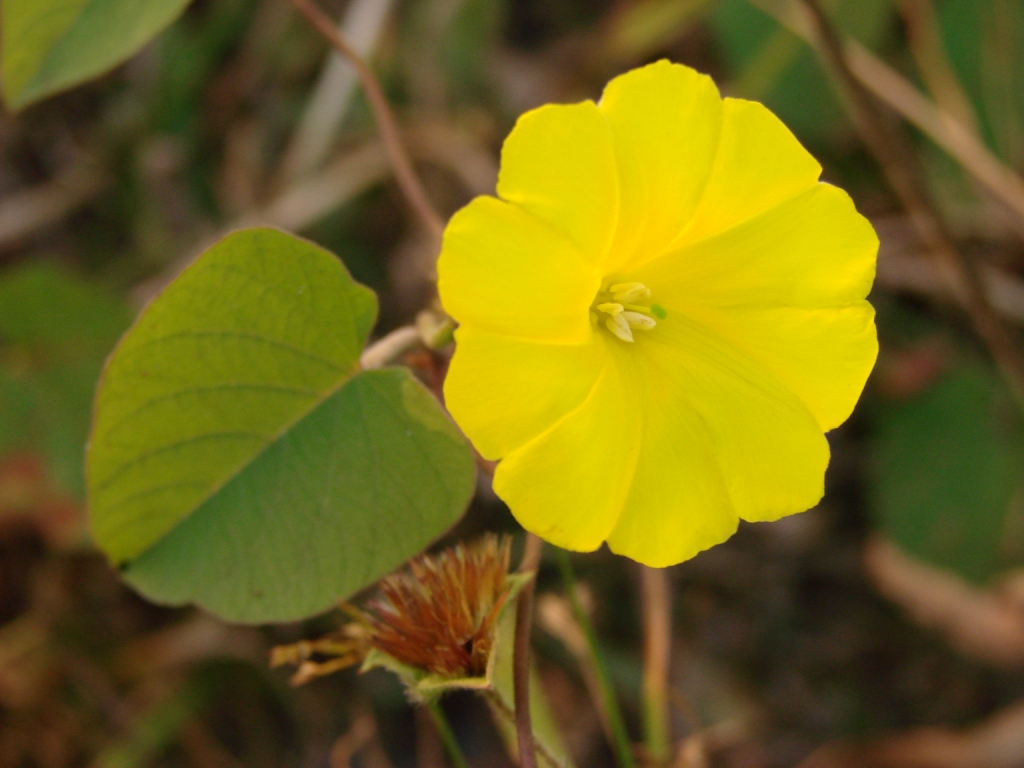
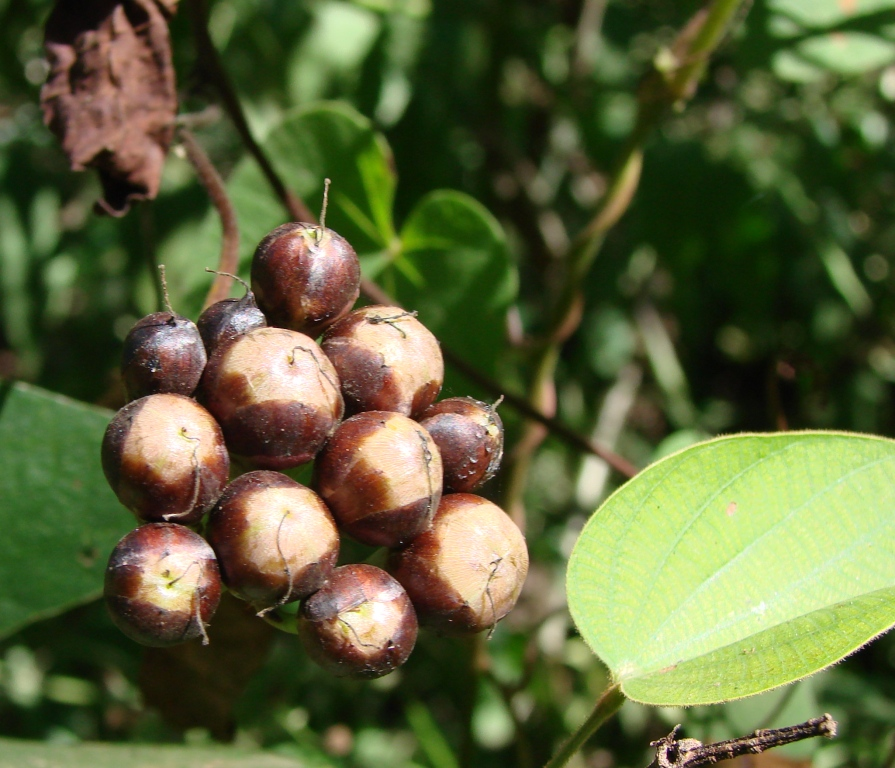
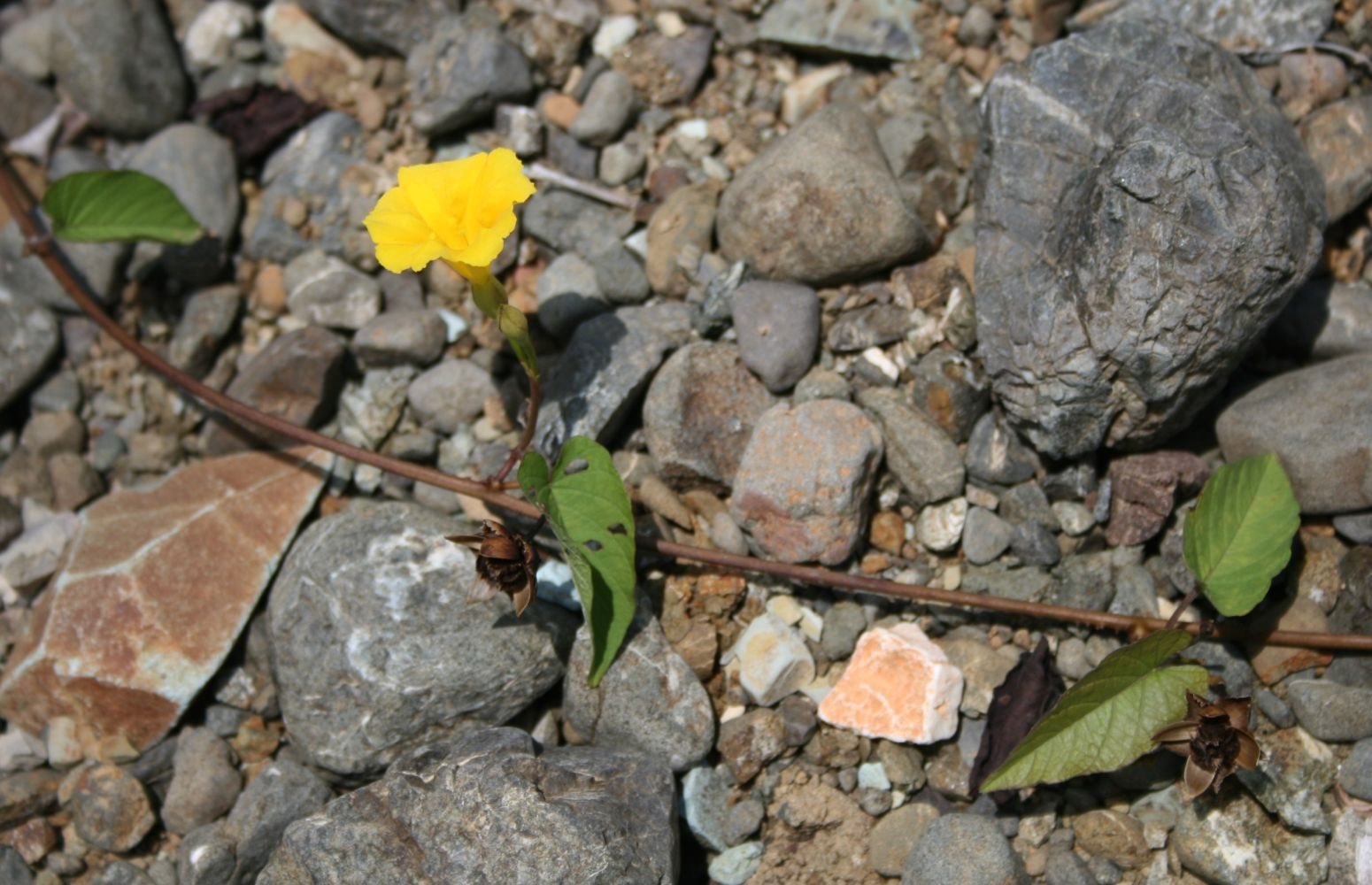
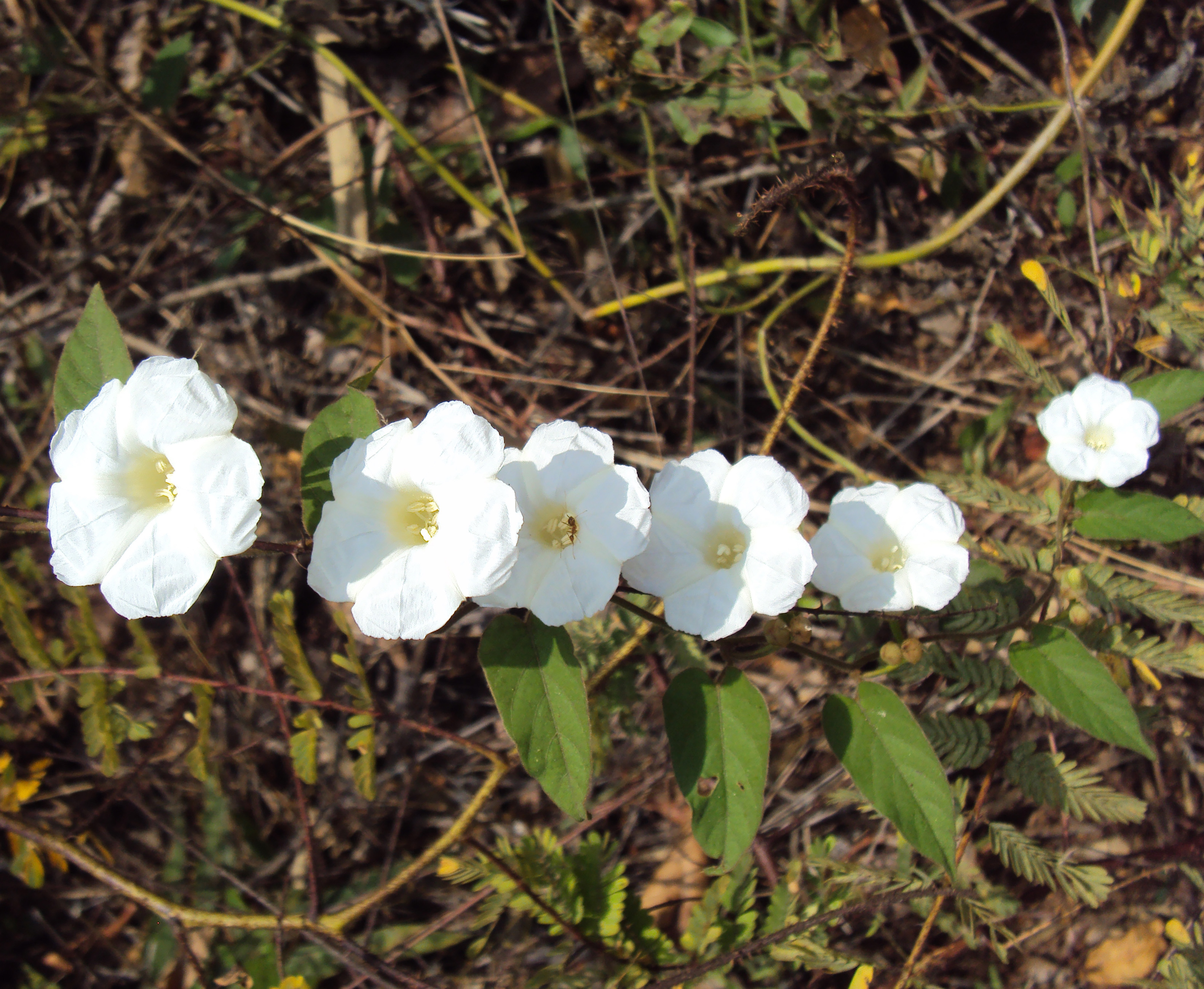